# معمدانية حرية الإرادة
معمدانية حرية الإرادة هي طائفة ومجموعة من الناس الذين يؤمنون بالنعمة الحرة والخلاص الحر والإرادة الحرة. يمكن إرجاع الحركة إلى القرن السابع عشر مع تطور المعمودية العامة في إنجلترا. يرتبط تأسيسها الرسمي على نطاق واسع بالعالم اللاهوتي الإنجليزي، توماس حلويز الذي قاد الحركة المعمدانية إلى الإيمان بالتكفير العام. كان مدافعا عن الحرية الدينية في وقت يمكن أن يكون فيه التمسك بمثل هذه الآراء خطيرا ويعاقب عليه بالإعدام. مات في السجن نتيجة الاضطهاد الديني للمعارضين البروتستانت في عهد الملك جيمس الأول.
في عام 1702، استمر بول بالمر في تأسيس الحركة في ولاية كارولينا الشمالية، وفي عام 1727 أسس كنيسة الإرادة الحرة المعمدانية في تشوان. أصبح العديد من الكالفينيين معمدانيين من الإرادة الحرة في القرن التاسع عشر. مع تأسيس معمدانية حرية الإرادة في الجنوب، طور بنيامين راندال الحركة في شمال شرق الولايات المتحدة، وتحديداً مين وماساتشوستس ونيوهامبشاير.
منذ البداية، اتبعت فري ويل المعمدانيون، على غرار العديد من مجموعات المنشقين الإنجليز والانفصاليين من كنيسة إنجلترا، المفاهيم البنيوية للحكم الذاتي للكنائس المحلية. كان مفهوم الإرادة الحرة رفضًا منهجيًا للحركة البيوريتانية، بسبب معتقداتها الدينية الشاملة وافتقارها إلى الحراك الاجتماعي.

## تاريخ

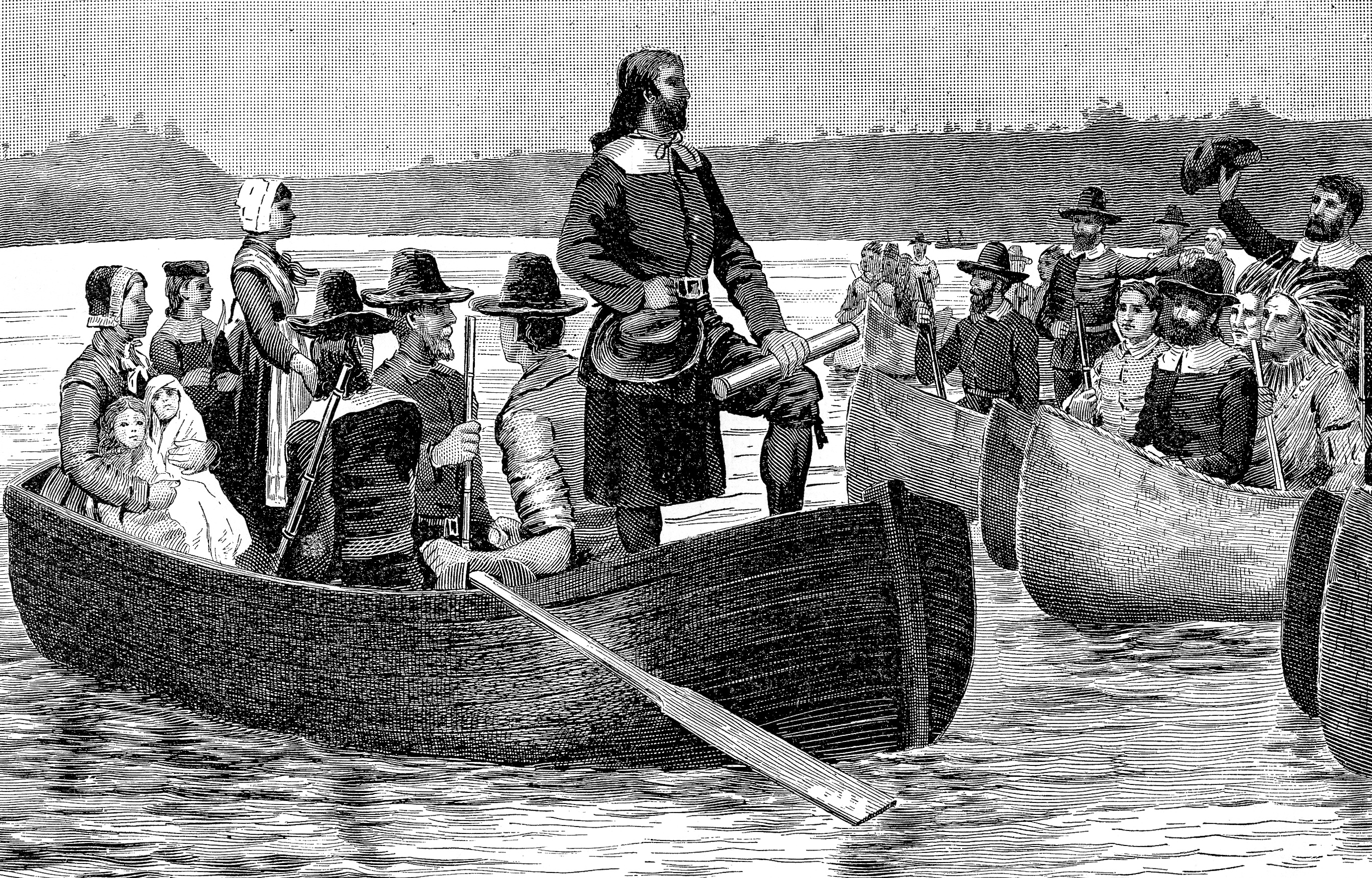
عودة روجر ويليامز، مؤيدًا لاحقًا للحركة، بعد إدانته للحركة البيوريتانية عام 1644

يمكن تتبع معمدانية حرية الإرادة إلى جنرال المعمدانيين من إنجلترا الذين استقروا في المستعمرات الأمريكية في أواخر القرن السابع عشر. كان المعمدانيون الأوائل، الذين نشأوا مع وزارة توماس هيلويز بالقرب من لندن في عام 1611، من جنرال المعمدانيين. أي أنهم آمنوا أن كفارة يسوع المسيح كانت «عامة» (للجميع) وليست «خاصة» (فقط للمختارين). تشترك في تاريخ مشترك واسم وقبول عقيدة أرمينية.
كان بنجامين لاكر المعمداني الإنجليزي الذي وصل إلى ولاية كارولينا الاستعمارية في وقت مبكر من عام 1685. كان لاكر مرتبطًا بتوماس جرانثام، وهو عالم لاهوت وكاتب معمداني بارز، ووقع على طبعة عام 1663 من اعتراف الإيمان المعمداني العام. تم تطوير أقدم معمدانيين الإرادة الحرة في أمريكا من الجنرال الإنجليزي المعمداني في كارولينا، الذين أطلق عليهم أعداؤهم لقب «فريويلرز» ثم أخذوا هذا الاسم لاحقًا.
تم تطوير فرعين متميزين لمعمدانيين الإرادة الحرة في أمريكا. كانت الحركة الأولى والأقدم هي الحركة المعمدانية العامة الموصوفة أعلاه، والمعروفة باسم حركة بالمر في ولاية كارولينا الشمالية، والتي نشأ منها غالبية المعمدانيين المعاصرين في الإرادة الحرة. كانت الحركة اللاحقة هي حركة راندال، التي نشأت في أواخر القرن الثامن عشر في نيو هامبشاير. تطورت هاتان المجموعتان بشكل مستقل عن بعضهما البعض.

### خط بالمر
في عام 1702، كتبت مجموعة غير منظمة من المعمدانيين العامين في كارولينا طلبًا للمساعدة إلى الجمعية المعمدانية العامة في إنجلترا. على الرغم من عدم تقديم أي مساعدة، فإن بول بالمر، الذي كانت زوجته جوانا هي ابنة بنيامين لاكر، كان يعمل بين هؤلاء الأشخاص بعد 25 عامًا، حيث أسس أول كنيسة معمدانية «الإرادة الحرة» في تشوان، نورث كارولينا في عام 1727. نظم بالمر ثلاث كنائس على الأقل في ولاية كارولينا الشمالية. كانت أعماله، على الرغم من أهميتها، قصيرة. تنحدر القيادة إلى جوزيف باركر وويليام باركر ويوشيا هارت وويليام سوجورنر وآخرين. كان جوزيف باركر جزءًا من منظمة كنيسة Chowan وخدم بين كنائس كارولينا لأكثر من 60 عامًا. من كنيسة واحدة في عام 1727، نمت إلى أكثر من 20 كنيسة بحلول عام 1755. بعد عام 1755، حولت الأعمال التبشيرية التي أجرتها جمعية فيلادلفيا المعمدانية معظم هذه الكنائس إلى المواقف المعمدانية الخاصة من الاختيار غير المشروط والتكفير المحدود. بحلول عام 1770، بقي 4 كنائس و 4 قساوسة فقط من الإقناع المعمداني العام. بحلول نهاية القرن الثامن عشر، كان يشار إلى هذه الكنائس عمومًا باسم «معمدانية حرية الإرادة»، وسيشار إلى هذا لاحقًا باسم «خط بالمير لمعمداني الإرادة الحرة». نظمت الكنائس في خط بالمر العديد من الجمعيات والمؤتمرات، وأخيراً نظمت مؤتمرًا عامًا في عام 1921. أصبح العديد من المعمدانيين من الخلفيات الكالفينية المعمدانية، وبشكل أساسي المعمدانيين المنفصلين، معمدانيين الإرادة الحرة في القرن التاسع عشر.

### خط راندال
بينما كانت الحركة في الجنوب تكافح، برزت حركة جديدة في الشمال من خلال عمل بنيامين راندال (1749-1808). اتحد راندال في البداية مع المعمدانيين الخاصين في عام 1776، لكنه انفصل عنهم عام 1779 بسبب وجهات نظرهم الصارمة بشأن الأقدار. في عام 1780، شكل راندال كنيسة معمدانية «حرة» أو «حرة» (سيجمع راندال الكلمتين «حر» و «إرادة» في كلمة واحدة) الكنيسة المعمدانية في نيو دورهام، نيو هامبشاير. بحلول عام 1782، تم إنشاء اثنتي عشرة كنيسة، ونظموا اجتماعًا ربع سنويًا. في عام 1792 تم تنظيم لقاء سنوي.
انقسم خط «راندال» نفسه إلى مجموعتين عام 1835:
- «بولوكيتس»، بعد المؤسس جيرمايا بولوك (تهجئ أحيانًا «بولوش» و «بولوشيتس»)، والتي تفرعت إلى عدد صغير من التجمعات في مين ونيوهامبشاير.
- «بازليت»، بعد المؤسس جون بازيل.

استمر البولوكيتس، تحت اسم «فريويل المعمدانيين»، في ولاية مين حتى أوائل القرن العشرين، بينما اختفى بازليت بعد فترة وجيزة من تأسيسهم.
نما خط «راندال» من فريويل المعمدانيين بسرعة. ومع ذلك، في عام 1911، اندمجت غالبية كنائس راندال لاين (وجميع الممتلكات المذهبية) مع الاتفاقية المعمدانية الشمالية. انضمت تلك الكنائس التي لم تندمج وظلت معمدانية الإرادة الحرة إلى معمدانيين الإرادة الحرة الآخرين في الجنوب الغربي والغرب الأوسط لتنظيم الجمعية العامة التعاونية لمعمدانيين الإرادة الحرة في عام 1916.

### اتحاد الخطوط
كانت العلاقات الأخوية موجودة بين معمداني الإرادة الحرة الشمالية والجنوبية، لكن مسألة العبودية، وفيما بعد الحرب الأهلية، حالت دون أي اتحاد رسمي حتى القرن العشرين. في 5 نوفمبر 1935، التقى ممثلو المؤتمر العام (بالمر) والجمعية العامة التعاونية (مزيج من عناصر راندال وبالمر غرب المسيسيبي) في ناشفيل، تينيسي، لتوحيد وتنظيم الرابطة الوطنية لمعمدانيين الإرادة الحرة. تم تنظيم غالبية الكنائس المعمدانية معمدانية حرية الإرادة تحت هذه المظلة، والتي لا تزال أكبر مجموعات معمدانية حرية الإرادة حتى يومنا هذا.

## اللاهوت والممارسة
تؤمن الجماعات المعمدانية ذات الإرادة الحرة بأن الكتاب المقدس هو كلمة الله ذاتها وبدون أخطاء في كل ما يؤكده. تعلم عقيدة الإرادة الحرة المعمدانية أن الله يرغب في الخلاص للجميع وأرسل يسوع ليموت من أجل الجميع.  ومع ذلك، فقد منح الإنسان حرية الاختيار لقبول أو رفض تضحية المسيح. الإيمان هو شرط الخلاص، ومن ثم فإن الإرادة الحرة المعمدانيين يتمسكون بـ «الضمان الأبدي المشروط». الفرد «يخلص بالإيمان ويحتفظ به بالإيمان». دعماً لهذا المفهوم، يشير بعض معمداني الإرادة الحرة إلى الكلمة اليونانية المترجمة «يؤمن» الموجودة في يوحنا 3:16 طبعة الملك جيمس. هذا فعل مستمر، وبالتالي يمكن قراءته، «أن كل من يؤمن ويستمر في الإيمان لن يهلك، بل تكون له الحياة الأبدية». المفهوم ليس أن شخصًا ما يخطئ من حين لآخر وبالتالي ينتهي به الأمر بالصدفة «لم يخلص»، ولكن بدلاً من شخص «ينكر» إيمانه أو إيمانها بالمسيح. وهكذا يتم رفض «ما يخلص مرة واحدة ويخلص دائمًا» من قبل الطائفة.

عن مثابرة القديسين من الرسالة الرسمية:
«هناك أسباب قوية للأمل في أن يستمر المجددون حقًا حتى النهاية، ويخلصون، من خلال قوة النعمة الإلهية التي تم التعهد بدعمها؛ لكن طاعتهم المستقبلية وخلاصهم النهائي ليست محددة ولا مؤكدة، لأنه من خلال الضعف والإغراءات المتعددة معرضة لخطر السقوط؛ ولذلك يجب أن يسهروا ويصلوا لئلا يغرقوا إيمانهم ويضيعوا».
يلتزم معمدو الإرادة الحرة بثلاثة مراسيم على الأقل: المعمودية، والعشاء الرباني، وغسل قدمي القديسين، وهي طقوس تحدث بين بعض الجماعات الإنجيلية الأخرى ولكن لا تمارسها غالبية الطوائف المعمدانية.
التجمعات الإرادة الحرة المعمدان يحملون وجهات نظر متباينة في الايمان بالآخرة، مع بعض عقد بريميلينيال وغيرها الألفية وجهات النظر. تدعو الكنائس إلى دفع العشور (طوعيًا)، والامتناع تمامًا عن المشروبات الكحولية، وعدم العمل يوم الأحد، يوم السبت المسيحي.

## الجثث المعمدانية الإرادة الحرة
الرابطة الوطنية لمعمدانيين الإرادة الحرة هي أكبر المجموعات المعمدانية الإرادة الحرة. تشمل المجموعات الرئيسية الأخرى المعمدانية الإرادة الحرة:
- أصل معمدانية حرية الإرادة اصطلاح - وهي هيئة مقرها نورث كارولينا لمعمدانيين الإرادة الحرة تم تنظيمها في عام 1913 وانضمت في البداية إلى الرابطة الوطنية لمعمدانيين الإرادة الحرة، لكنها انفصلت عن الرابطة الوطنية في عام 1961 بسبب بعض الاختلافات الداخلية. تضمنت الاتفاقية غالبية الكنائس المعمدانية معمدانية حرية الإرادة ومقرها ولاية كارولينا الشمالية، على الرغم من أن أقلية ستنشق عن اتفاقية ولاية كارولينا الشمالية وتحافظ على الانتماء إلى الرابطة الوطنية. تحافظ الاتفاقية أيضًا على نشاط البعثة في ثمانية بلدان - الفلبين والمكسيك وبلغاريا والهند ونيبال وبنغلاديش وليبيريا وغينيا.[12]
- أمريكا المتحدة معمدانية حرية الإرادة Church - أكبر مجموعة من الكنائس المعمدانية الأمريكية الإفريقية، التي تم تنظيمها في عام 1901 ومقرها في كينستون، نورث كارولينا.[13]
- المؤتمر المعمداني الأمريكي المتحرر الإرادة الحرة - مجموعة من الكنائس المعمدانية الإفريقية الأمريكية التي انسحبت من الكنيسة المعمدانية المتحدة الأمريكية الحرة في عام 1968؛ يقع مقرها الرئيسي في ليكلاند، فلوريدا.[14]
- مؤتمر الأصلي القديم معمدانية حرية الإرادة، وهو جمعية أسقفية أمريكية من أصل أفريقي مع ست كنائس، ومركزها في ولاية كارولينا الشمالية.[15]
- الكنيسة المعمدانية الإنجيلية الحرة - ومقرها في إلينوي. في عام 1987 كان لديها 22 كنيسة و 2500 عضو.[16]
- الجمعيات المحلية المعمدانية ذات الإرادة الحرة غير المنتسبة - يظل عدد من الجمعيات المعمدانية المحلية للإرادة الحرة مستقلة عن الرابطة الوطنية واتفاقية FWB الأصلية والهيئتين الأمريكيتين المتحدتين. حدد الباحثون 10 من هذه الجمعيات، على الرغم من أنه قد يكون هناك المزيد. تضم الاتحادات غير المنتسبة لمعمدني الإرادة الحرة أكثر من 300 كنيسة تضم ما يقدر بنحو 22000 عضو. ليس لديهم منظمة تتجاوز المستوى «المحلي».

## روابط خارجية
- بنيامين راندال - رسم تخطيطي للسيرة الذاتية لمعهد التاريخ المسيحي
- رابطة ولاية أركنساس لمعمدانيين الإرادة الحرة
- رابطة ولاية كاليفورنيا لمعمدانيين الإرادة الحرة
- الزمالة الدولية للكنائس المعمدانية الإرادة الحرة
- الرابطة الوطنية لمعمدانيين الإرادة الحرة (الولايات المتحدة)
- United American معمدانية حرية الإرادة Conference، Inc. نسخة محفوظة 10 أكتوبر 2003 على موقع واي باك مشين.
- اتفاقية الكنائس المعمدانية الأصلية الحرة الإرادة
- الأممية الحرة الأصلية المعمدانية
- الكنيسة الأصلية الحرة الإرادة المعمدانية الإرسالية في ليبيريا
- جمعية ولاية ميسوري لمعمدانيين الإرادة الحرة
- جمعية ولاية تينيسي لمعمدانيين الإرادة الحرة
- رابطة ولاية فرجينيا الغربية لمعمدانيين الإرادة الحرة